# Laurent Peugeot
Laurent Peugeot, né le 8 janvier 1974 à Saint-Rémy (Saône-et-Loire), est un chef cuisinier français. 
Il était chef du restaurant Le Charlemagne, étoilé Michelin de 2006 à 2017 et de nouveau depuis 2020 et situé à Pernand-Vergelesses près de Beaune. 

## Biographie
Fils d’un électricien et d’une assistance maternelle, Laurent Peugeot prend goût à la cuisine avec sa mère et au contact de ses grands-parents. A quinze ans il décide de devenir cuisinier. Laurent Peugeot entre au CFA La Noue à Longvic et effectue son apprentissage au restaurant La Papisienne, à Beaune, avec le chef Philippe Latard. 
Il se forme ensuite chez Jean-Pierre Senelet à l'Écusson (1 étoile Michelin) à Beaune et obtient un certificat d'aptitude professionnelle en 1991. Après son service national en tant que sous-officier chef de cuisine au Valdahon et au Fort des Rousses, il rejoint en 1992 le chef Roland Chanliau au Jardin des Remparts (qui décroche une étoile Michelin), où il devient second de cuisine.
En 1994, il devient assistant chef de partie chez le chef triplement étoilé Jacques Lameloise à Chagny, où il reste trois ans. Après un  deuil familial, Laurent Peugeot décide de partir pour le Japon rejoindre sa compagne japonaise. Il travaille pendant quatre ans à Tokyo, où il apprend la culture de la précision et de la patience ainsi le travail sur les produits de la mer, qui deviendront sa spécialité,.
A son retour en France en 2001 il devient chef à l'hôtel La Montagne de Brancion à Tournus. La même année, en décembre il devient propriétaire et chef du restaurant Le Charlemagne à Pernand-Vergelesses. Il y propose une cuisine métissée entre l'Asie et la Bourgogne,,. 
En 2004, il ouvre un second restaurant à Beaune, le SushiKai, dont il confie les cuisines à des chefs japonais. Il ouvre ensuite d'autres établissements dont l'épicerie KOKI food&shop et le service traiteur team LP.
Il forme le cuisinier Franck Pelux (futur finaliste de la saison 8 de Top Chef) à qui il confie l'ouverture de son premier restaurant à l'étranger, LP+Tetsu à Singapour en 2011.
En 2015, Laurent Peugeot participe à l'émission de TF1 «Le Meilleur menu de France», dont il est finaliste.
Début 2018, le Charlemagne perd son étoile Michelin et la retrouve en janvier 2020.

## Palmarès
- 2015 : Gault & Millau d'Or 2015[2]